# L'Ènova
L'Ènova är en ort i Spanien.   Den ligger i provinsen Província de València och regionen Valencia, i den östra delen av landet, 300 km sydost om huvudstaden Madrid. L'Ènova ligger 46 meter över havet och antalet invånare är 997.
Terrängen runt L'Ènova är kuperad åt sydost, men åt nordväst är den platt. Runt L'Ènova är det ganska tätbefolkat, med 139 invånare per kvadratkilometer. Närmaste större samhälle är Alzira, 11,9 km norr om L'Ènova. 